# Georges Perec
Georges Perec, född 7 mars 1936 i Paris, död 3 mars 1982 i Ivry-sur-Seine, var en fransk författare. Perec debuterade 1965 med romanen Tingen. Till hans mest kända verk hör romanen Försvinna, skriven helt utan att använda bokstaven e, den vanligast förekommande bokstaven i franska språket, och Livet en bruksanvisning. 1974 filmatiserade han tillsammans med Bernard Queysanne sin egen roman En man som sover från 1967. 
Utöver romaner författade Perec en lång rad essäer och bidrog under en tid med korsord till den franska tidskriften Le Point.
Perec är en av de mest framstående och produktiva medlemmarna av Oulipo.
Asteroiden 2817 Perec är uppkallad efter honom.

## Svenska översättningar
- Tvåhundrafyrtiotre vykort i sanna färger (Deux cents quarante-trois cartes postales en couleurs veritables) (översättning Magnus Hedlund) (Dramatens förlag 1992, Rámus 2009)
- Livet en bruksanvisning (La vie mode d'emploi) (översättning Sture Pyk) (Bonnier, 1996)
- Historier (Le voyage d'hiver och Un cabinet d'amateur) (översättning och förord C. G. Bjurström) (Propexus, 1997)
- W eller minnet av barndomen (W ou le souvenir d'enfance) (översättning Sture Pyk) (Bonnier, 1998)
- Försvinna (La disparition) (översättning Sture Pyk) (Bonnier, 2000)
- Jag minns (Je me souviens) (översättning Magnus Hedlund) (Modernista, 2005)
- Löneförhöjningen eller Hur du, oavsett sanitära, psykologiska, klimatologiska, ekonomiska eller andra omständigheter, maximerar dina chanser när du ber din avdelningschef om uppjustering av din lönenivå (L'augmentation) (översättning Magnus Hedlund) (Rámus, 2005)
- 81 lättlagade recept för nybörjare (81 fiches-cuisine à l'usage des débutants) (översättning Magnus Hedlund) (Rámus, 2006)
- Ellis Island (Ellis Island) (översättning Magnus Hedlund) (Modernista, 2007)
- (Rámus, 2009)
- Tingen: en berättelse om sextiotalet (Les choses) (översättning Fredrik Rönnbäck) (Modernista, 2010)
- Cantatrix sopranica L. och andra vetenskapliga skrifter (Cantatrix sopranica L.) (översättning Magnus Hedlund) (Rámus, 2011)
- Rummets rymder (Especes d'espaces) (översättning Fredrik Rönnbäck) (Modernista, 2012)
- En man som sover (Un homme qui dort) (översättning Fredrik Rönnbäck) (Modernista, 2016)
- Vilken liten moped med kromat styre längst in på gården? (Quel petit vélo à guidon chromé au fond de la cour) (översättning Fredrik Rönnbäck) (Modernista, 2018)
- Kondottiären  (Le condottière) (översättning Fredrik Rönnbäck) (Modernista, 2024)